# Velika Gora (żupania krapińsko-zagorska)
Velika Gora – wieś w Chorwacji, w żupanii krapińsko-zagorskiej, w mieście Pregrada. W 2011 roku liczyła 86 mieszkańców.